# Xanthorhoe inaequata
Xanthorhoe inaequata är en fjärilsart som beskrevs av W. Warren 1905. Xanthorhoe inaequata ingår i släktet Xanthorhoe och familjen mätare. Inga underarter finns listade i Catalogue of Life.